# Proto-Keilschrift
Als Proto-Keilschrift wird dasjenige Schreibsystem definiert, mit dessen Hilfe die archaischen Texte aus der späten Uruk-Zeit (also Uruk IV und Uruk III) bis hin zur beginnenden frühdynastischen Zeit (fDyn I) geschrieben wurden, also die Schrift der sumerischen Texte um ca. 3200 v. Chr. bis ca. 2700 v. Chr. Damit gilt die Proto-Keilschrift nach heutigem Stand der Wissenschaft als ältestes Schriftsystem der Welt. Es sind bisher 5820 archaische Texte bekannt, die meist auf Ton-, aber auch auf Stein- und Gipstafeln zu finden sind.

## Fundorte der Proto-Keilschrift-Texte

### Uruk
Das südmesopotamische Uruk, am Euphrat zwischen Fara und Ur gelegen, bildet den Hauptfundort der Proto-Keilschrift-Texte. Gemäß den Zählungen des Projekts Archaische Texte aus Uruk (Berlin-Los Angeles) stammen 5410 Exemplare der Proto-Keilschrift-Texte aus Uruk. Gut 5000 davon wurden im religiösen Bezirk (Eanna-Distrikt) gefunden. Die Ausgrabungen begannen 1912, wurden aber aufgrund des Ersten Weltkrieges für lange Zeit unterbrochen und erst 1928, finanziert durch die Notgemeinschaft der Deutschen Wissenschaft, wiederaufgenommen.
Die Bedeutung dieser Texte wurde den Ausgräbern sofort klar. Aufgrund paläographischer Kriterien schienen sie älter als die kürzlich von Langdon publizierten Jemdet-Nasr-Texte zu sein und waren damit die ältesten bekannten Schriftfunde in Mesopotamien. Die stratigraphische Situation und der archäologische Kontext der Funde sind teilweise problematisch.

### Jemdet Nasr
Um die 180 Proto-Keilschrift Texte wurden hauptsächlich von den Ausgräbern E. Mackay und S. Langdon in den Jahren 1925–1928 bei Jemdet Nasr (ca. 30–40 km N-NO von Babylon) gefunden. Die archäologische Struktur, in der die Tafeln gefunden wurden, beschreibt Langdon als den ältesten bekannten Palast aus dem Alten Orient. Viele der Tafeln tragen Siegelabdrücke und datieren in die Uruk-III-Zeit. Die genauen Fundpositionen innerhalb der Räume wurden leider nicht aufgenommen. Die Räume, in denen Tafelfunde gemacht wurden, markierte man einfach mit einem „T“. Die Tafeln sind bekannt für die Themenbreite, die sie abdecken. Sie befassen sich mit der Verwaltung von Feldern, Getreideernten, Speicherung und Redistribution. Aber auch Personenlisten sind bekannt. Auffällig ist, dass sich nur sehr wenige Dokumente mit Klein- und/oder Großvieh beschäftigen, ganz im Gegensatz zu den Tafeln, die aus Uruk bekannt sind. Ein bis zwei Schultexte wurden ebenfalls ausgegraben, die Zeugnis davon ablegen, dass in Jemdet Nasr Ausbildungsstätten zum Erlernen der Proto-Keilschrift existiert haben.

### Uqair
Vor den in Jemdet Nasr erstmals ausgegrabenen Proto-Keilschrift-Texten gelangten die ersten Exemplare dieser Schriftstufe durch den Antiquitätenhandel in den Besitz des Berliner Staatsmuseums. Diese 35 Tafeln gerieten jedoch schnell in Vergessenheit, bis A. Falkenstein 1931, an den über 700 archaischen Tafeln aus Uruk arbeitend, von P. Jensen auf diese aufmerksam gemacht wurde. Aufgrund der Ähnlichkeit einiger Siegelabdrücke mit den aus Jemdet Nasr bekannten Texten gelangte Falkenstein zu der Ansicht sie müssten auch aus Jemdet Nasr stammen. Aufgrund der Zeichenformen und dem Format der Tafeln wurden sie jedoch später von J. Friberg und M. W. Green dem Fundort Uqair, ca. 60 km südlich von Baghdad und 10–20 km N-NW von Jemdet Nasr aus, zugerechnet. Die Texte geben jedoch kaum Aufschluss über die vorherrschende Wirtschaftsform während der archaischen Besiedlungsphase von Uqair zu. Sie behandeln jedoch die gesamte Bandbreite der Wirtschaftsurkunden (Getreideverwaltung, Kleinvieh, frischer und getrockneter Fisch, Tierprodukte, Textilien und Metallobjekte, Sklaven usw.).

### Larsa?
Die Herkunft einer aus 27 Exemplaren bestehenden Gruppe besonders gut erhaltener Proto-Keilschrift-Texte ist nicht ganz geklärt. Sie wurden ausnahmslos über den Antiquitätenhandel bezogen, also illegal aus dem Land ausgeführt. Die frühesten Bearbeiter rechneten sie, aufgrund der vorkommenden Titel und Personennamen, den Texten aus Jemdet Nasr zu. Falkenstein jedoch war der Ansicht sie wurden aus Uruk, wo er zu dieser Zeit grub, entwendet. Einer der Verkäufer behauptete jedoch, sie aus Larsa zu haben. Nun kann man den Informationen von Raubgräbern nicht trauen, jedoch war Larsa ein überaus bedeutendes Zentrum jener Zeit und kam in den lexikalischen Listen an dritter Stelle, gleich nach Ur und Nippur. Des Weiteren wissen wir von Plünderungen aus diesem Gebiet während der Ausgrabungen, die so massiv gewesen sein mussten, dass der damalige Ausgräber A. Parrot glücklich war, seine Arbeit dort zu beenden. Larsa kann daher als möglicher Fundort von Proto-Keilschrift-Texten nicht ausgeschlossen werden.

### Andere
Als weiterer außerurukäischer Fundort gilt Tell Asmar im Diyala Gebiet. Dort wurden zwei kleinere Texte gefunden, die zeigen, dass auch im Diyala Gebiet der späten Uruk-Zeit es eine (Schreiber-)Elite gab. Darüber hinaus sind noch weitere 85 ebenfalls besonders gut erhaltene Exemplare bekannt. Diese stammen aus der früheren Erlenmeyer-Kollektion und befassen sich hauptsächlich mit Brauerei und Bierherstellung.

## Vorgänger der Proto-Keilschrift
Es wurde gelegentlich argumentiert, dass die Proto-Keilschrift aufgrund ihres schon sehr standardisierten und hoch entwickelten Schriftsystems piktographische Vorgänger gehabt haben muss, die entweder noch nicht ausgegraben oder schon zerstört sind, da sie auf einem Material geschrieben worden sein könnten, das nicht so haltbar ist wie Ton. Dieses argumentum ex silencio ist zu verwerfen. Es konnte verschiedentlich gezeigt werden, dass die Vorläufer der Proto-Keilschrift in den Stempeln, Zylindersiegeln, den Token, den Tonbullen, numerischen und numero-ideographischen Tafeln und anderen administrativen Zählvorrichtungen zu finden sind.

### Siegel
Die Siegel tauchen kurz vor den ersten beschrifteten Tafeln auf. Sie ersetzen die einfachen Stempel, die vor diesen benutzt wurden. Roll- bzw. Zylindersiegel sind zylinderförmige Artefakte aus Stein oder anderen „harten“ Materialien die eine Perforation entlang ihrer vertikalen Achse aufweisen, durch die vermutlich eine Schnur gezogen wurde. Die eingravierten Motive auf diesen Siegeln reichen von einfachen geometrischen Mustern bis hin zu komplexen Abbildungen von Menschen und Tieren (z. B. Darstellungen von Wildschweinjagden, gefangenen Feinden usw.). Gesiegelt wurde in weicheres, formbares Material wie z. B. Ton, indem man das Siegel auf letzterem abrollte.
Der Akt des Siegelns war Ausdruck der Autorität einer Person oder Körperschaft über das Gesiegelte. Die siegelnde Person bzw. Körperschaft (z. B. Tempelwirtschaft) übernimmt damit die Verantwortung für ein Gut oder eine Transaktion, solange das Siegel intakt ist. Die Siegel musste daher die eindeutige Identifikation des Siegelnden ermöglichen, weshalb es keine zwei gleichen Siegel geben durfte.
Der sprunghafte Anstieg der Siegelfunde in der späten Uruk-Zeit deutet auf verstärkte wirtschaftliche Bewegung zu dieser Zeit hin.

### Tokens
Siegel speichern Informationen über die Aktanten einer Transaktion oder den Besitzer eines Gutes, sie geben jedoch keine Auskunft über das Gut und dessen Quantität selbst. Um diese Informationen zu speichern, wurden sog. Tokens benutzt. Das sind kleine Objekte aus Ton, die man in allen urukzeitlichen Ausgrabungsstätten finden kann. Ob jedoch alle als Tokens bezeichneten Objekte dieselbe Aufgabe erfüllt haben, ist umstritten.
Es gibt zwei verschiedene Arten von Tokens, unterschieden nach ihrem Aussehen, nicht nach ihrer Funktion. (1) Plain Tokens: Diese sind in Mesopotamien schon in Ausgrabungsschichten nachzuweisen, die auf 8000 Jahre v. Chr. zurückdatiert werden können. Wie der Name schon andeutet, handelt es sich um Tonartefakte, die keinerlei Zeichnung bzw. Gestaltung und dergl. aufweisen. (2) Complex Tokens: Der Form nach ähnlich den Plain Tokens, jedoch durch verschiedene Ritzungen und Perforation von Ersteren leicht zu unterscheiden.
Viele Ritzungen auf den dekorierten Tokens haben eine starke Ähnlichkeit mit den ersten Proto-Keilschriftzeichen. Es wird daher von einigen Forschern (D. Schmandt-Besserat) angenommen, dass es sich bei diesen Tokens um die direkten, dreidimensionalen Vorgänger der Proto-Keilschriftzeichen handele. Diese Überzeugung war in der Forschung umstritten, nicht zuletzt, weil die zitierte Arbeit methodologisch sehr zu wünschen übrig lässt, wird aber mehr und mehr angenommen. Der archäologische Kontext, in dem diese Tokens gefunden wurden, war selten ein administrativer, ja scheint diesen von vornherein auszuschließen (s. Funde von Tokens in Kindergräbern). Nur die in Tonbullen (siehe nächsten Abschnitt) gefundenen Token können funktional eindeutig bestimmt werden.

### Tonbullen
In den Schichten direkt vor der Uruk-IV-Zeit finden sich die ersten Tonbullen. Bei diesen handelt es sich um Tonklumpen, meist in Form von hohlen Kugeln, in deren Inneres Plain Tokens eingeschlossen wurden. Anschließend wurde die Oberfläche gesiegelt. Diese Tonbullen wurden in administrativem Kontext, aufgebrochen und noch verschlossen gefunden. Fundort sind vor allem Uruk und die Susiana.
Dass es sich bei ihnen um eine Zählvorrichtung handelt, steht außer Frage. Offen ist jedoch noch die Natur des Zählsystems. Ob es sich dabei um das bekannte Sexagesimalsystem oder Korn-Hohlmaß-System handelt, kann zum gegenwärtigen Zeitpunkt nicht gesagt werden.

### Numerische Tafeln
Aus den Tonbullen entwickelten sich die numerischen Tafeln. Eine Vorstufe bilden Tonbullen, auf deren Oberfläche sich Formabdrücke finden lassen, die die eingeschlossenen Token in Form und Anzahl repräsentieren und dann gesiegelt wurden. So war zusätzliche Kontrolle gewährleistet. Die Abdrücke wurden entweder mit den Tokens selbst, mit Riedstängeln oder auch den Fingern selbst gemacht. Mit der Zeit ging man dazu über – u. U. aus Gründen der Handhabbarkeit – die Tonklumpen, unter Verzicht auf die Tokens, flach zu drücken und mit einer numerischen Notation zu versehen. Danach wurden diese gesiegelt.
Nur zu dieser Zeit war es gebräuchlich, das runde Ende des Griffelschaftes zur Abtrennung diskreter Notationen zu benutzen. Rasch ging man dazu über, mit dem flachen Ende eines Griffels die Spalten und Kolumnen abzutrennen.

### Numero-ideographische Tafeln
Numero-ideographische Tafeln finden sich in Uruk und der Susiana. Sie haben mit den numerischen Tafeln gemeinsam, dass es sich bei ihnen um flachgedrückte Tonklumpen handelt, deren Oberfläche mit einer numerischen Notation versehen ist. Im Unterschied zu Letzteren besitzen sie jedoch ein, höchstens zwei Piktogramme bzw. Piktogrammgruppen, die den konkreten Gegenstand der Notation (z. B. Bier, Schafe, Sklaven) anzeigen.
Zu dieser Zeit schien der urukäische Einfluss auf die Nachbargebiete jedoch im Rückgang begriffen, was sich u. a. dadurch ausdrückt, dass sich im Norden keine numero-ideographischen Tafeln finden (sie wurden erst frühdynastisch III dahin importiert) und sich im Osten eine eigene, bisher nicht entzifferte Schrift, das Proto-Elamische, herausbildet.
Interessant ist in diesem Zusammenhang zu bemerken, dass die Zeichen der proto-elamischen Schrift völlig verschieden sind von denen der Proto-Keilschrift und dass sich bei ihnen starke Gemeinsamkeiten mit den sog. Complex Tokens finden, die zu einem guten Teil auch aus der Susiana stammen. Einige Zeichen des Proto-Elamischen weisen jedoch eine starke Ähnlichkeit mit ihren Äquivalenten in der (späteren) Proto-Keilschrift auf und es erscheint der Verdacht begründet zu sein, dass diese aus dem Proto-Elamischen übernommen wurden. Das Proto-Elamische bietet daher den besten Hinweis auf einen begrenzten Transfer von auf Complex Tokens basierenden Zeichen in die Keilschrift.

## Tafelformate der Proto-Keilschrift-Texte

### Single-Entry-Tafeln
Tokens, Tonbullen und numerische bzw. numero-ideographische Tafeln repräsentieren jeweils eine in sich geschlossene Informationseinheit, d. h. z. B. eine Transaktion. So ist es kein Wunder, wenn die ersten Proto-Keilschrift-Tafeln ebenfalls dieses Format aufweisen. Jede Tafel birgt nur eine Abrechnung auf ihrer Oberseite (verso). Die Rückseiten (rekto) sind nicht beschrieben. Sie waren wohl zur kurzzeitigen Notation verwaltungstechnischer Daten gedacht, da sich auf ihnen kein Datum findet (es sei denn, dieses wurde auf einem anderen Material – Hülle aus Schilf/Stoff? – vermerkt und ist uns daher verloren gegangen).

### Tags
Tags bilden eigentlich eine Untergruppe der Single-Entry-Tafeln, doch sind sie hier wegen ihrer Besonderheiten eigens aufgeführt. Sie bestehen aus kissenförmigen Tafeln, durch deren Längsachse eine Perforation gestoßen wurde, wahrscheinlich, um sie an Gütern zu befestigen. Sie enthalten, als weitere Besonderheit keine numerische Notation, sondern nur Ideogramm(gruppen) und Piktogramm(gruppen). Sie bezeichnen Körperschaften (z. B. Tempelwirtschaften) oder konkrete Personen – in diesen Fällen handelt es sich wohl um Ideogramme, da Namen wohl kaum rein piktographisch dargestellt werden konnten (besonders keine fremdländischen Namen) – oder aber das Produkt selbst (z. B. Bier, Milchprodukte) – hier spricht man von Piktogrammen.
Ein interessantes Faktum ist, dass sich, so scheint es, keine Toponyme auf diesen finden. Ganz im Gegensatz zu den etwa zur gleichen Zeit benutzten (Elfenbein-)Täfelchen, wie man sie für das prä- bzw. frühdynastische Ägypten nachweisen kann (Königsgräber in Abydos).

### Complex Entry Tafeln
Complex Entry Tafeln sind dadurch gekennzeichnet, dass sie mehrere Einträge enthalten. Sie können daher als eine Zusammenstellung mehrerer Single-Entry-Tafeln angesehen werden. Um die einzelnen Einträge visuell voneinander zu trennen, wurde die Oberfläche in Kolumnen und Reihen aufgeteilt. Genauer, jeder Eintrag wurde nach seiner Niederschrift umrahmt. Dadurch wurde die Tafel sukzessive in Register unterteilt. Diese Register repräsentierten dann jeweils eine in sich geschlossene Transaktion. Zur näheren Erläuterung konnte dieses Register wieder in Unterregister geteilt werden.
Die Rückseite dieser Tafeln war mit der Summation der numerischen Einträge der Vorderseite versehen. Dazu unterteilte der Schreiber auch diese häufig in Register, in denen er die Zwischensummen notierte. War auf der Vorderseite nicht genug Platz für alle Einträge, so drehte der Schreiber die Tafel um ihre vertikale Achse und beendete auf der Rückseite die Einträge. Danach drehte er sie wieder herum und begann mit dem Zusammenrechnen der Einzeleinträge. Die Zwischensummen notierte er wie gewöhnlich auf der Rückseite, nur dass er dieses Mal die Tafel um ihre horizontale Achse drehte. Daher war sofort sichtbar, ob und wenn ja, welcher Teil noch zu den regulären Einträgen gehört und welcher die Summation darstellt.

## Charakteristiken der Proto-Keilschrift

### Piktogramme
Der Großteil des archaischen Zeicheninventars wird von Piktogrammen (Bildzeichen) gebildet, d. h. Zeichen, die einen konkreten Gegenstand darstellen. Die vereinfachte Darstellung eines Fisches steht für den Begriff Fisch. Meist stellte das Piktogramm selbst nur einen Teil des zu bezeichnenden Objektes im Sinne des pars pro toto (Latein: ein (charakteristischer) Teil steht für das Ganze) dar. So wurden Menschen und Tiere oft nur durch ein Zeichen wiedergegeben, das den Kopf derselben wiedergab. Frauen wurden durch eine symbolisch weibliche Scham dargestellt, Fische oft nur durch Schwanzflosse usw. Noch heute verwenden wir Piktogramme, z. B. in Leitsystemen wie den Verkehrszeichen.

### Ideogramme
Zu den Ideogrammen (Begriffszeichen) sind Zeichen zu rechnen, die nicht das Bezeichnen, was sie darstellen (auch nicht pars pro toto), sondern eine Sache, die in den Augen der ersten Schreiber mit ihnen semantisch, kulturell eng verknüpft ist. So ist z. B. das Rationsgefäß (Piktogramm GAR, später sum. NINDA), gleichzeitig das Ideogramm für Speise. Die Hand (ŠU) steht nicht nur für diese selbst (Piktogramm), sondern u. U. auch für Aktionen (Verben, nomina agentis) derselben, wie z. B. „geben; Abgabe, Vergabe“ u. Ä.
Es ist jedoch nicht immer leicht zu entscheiden, ob ein Zeichen ein Piktogramm oder eher ein Ideogramm ist. Die Grenzen zwischen beiden verschwimmen oft, trotz vermeintlich genauer linguistischer, semiologischer Definitionen. So werden Flüssigkeiten oft durch die Behälter dargestellt (Bier = Bierkrug usw.). Das Zeichen stellt Bier im weitesten Sinne dar – Flüssigkeiten in der realen Welt sind immer in einem „Behälter“ und schweben nicht frei in der Luft –, aber konkret den Behälter. Während man bei Aktionen wie „geben“ sich durchaus hätte neue, konventionelle Zeichen ausdenken können, wird es schwer im Falle von Flüssigkeiten von ihren Behältern zu abstrahieren (in einer Bilderschrift).

### Numerische Zeichen
Neben den Ideogrammen und Piktogrammen besteht das proto-keilschriftliche Zeicheninventar aus 60 Zahl- bzw. Nummernzeichen, aufgeteilt auf fünf verschiedene Nummernsysteme (siehe Abschnitt Die numerischen Systeme der Proto-Keilschrift-Texte).

## Die Sprache der Proto-Keilschrift und die sumerische Frage

### Sumerer, die Erfinder der Proto-Keilschrift?
Auf den ersten Blick scheint es eine vernünftige Annahme zu sein, den Sumerern die Erfindung der (Proto-)Keilschrift anzurechnen. Es gibt jedoch keine positiven Belege für diese Annahme. Die Proto-Keilschrift ist in erster Linie eine Logogramm- bzw. Piktogrammschrift. Diesen lässt sich a priori keine bestimmte Sprache zuteilen. Eine Zeichensequenz der Form:
```
  10 SCHAF JUNG PN,
```

wobei PN für einen Personennamen steht, kann in jeder Sprache als „10 junge Schafe für den PN“ gelesen, verstanden und gesprochen werden. Es scheint der Einwand berechtigt, dass man aufgrund der Tatsache, dass z. B. das Adjektiv dem Substantiv folgt und dass das „Objekt“, die Person, der die Schafe gegeben wurden, nachsteht, sich Rückschlüsse auf die zugrundeliegende Sprache ziehen lassen. Doch dies ist aus folgendem Grund methodisch ausgeschlossen.
Bei den Texten in Proto-Keilschrift handelt es sich zum großen Teil (ca. 85 %) um Verwaltungsdokumente mit einem ganz bestimmten Formular (Der Rest sind lexikalische Listen, die für die Bestimmung der Sprache auch nicht allzu viel hergeben; siehe Abschnitt 5). Dieses ist reine Konvention und muss sich nicht an den Gegebenheiten der Sprache des Schreibers orientieren. Man vergleiche z. B. das Formular eines Rezeptes mit der deutschen Syntax. In Kochbüchern liest man oft Auflistungen, wie
```
  100
 
g Möhren, gehackt
```

Auch dieser Eintrag entspricht nicht der deutschen Syntax. Das Adjektiv steht im Deutschen dem Bezugswort voran. Auch wären Einträge der Form „Möhren: 100 g, gehackt“ denkbar (Diakritische Zeichen wie „:“ und „,“ sind außer Acht zu lassen.). In einem solchen Fall wäre die deutsche Syntax komplett über den Haufen geworfen worden und trotzdem handelte es sich bei dem Schreiber dieses Textes um einen Deutschen. Aus demselben Grund ist es methodisch ausgeschlossen aus der Sequenz „10 SCHAF JUNG PN“ zu schließen, dass in der Sprache der Schreiber dieser Texte das Adjektiv syntaktisch dem Bezugswort folgte. Ähnliches gilt für das „Objekt“, hier ein Personenname.

#### Reduplikation in der Proto-Keilschrift
Das Sumerische markiert einige grammatische Formen, z. B. den Iterativ, Durativ und Plural, durch Reduplikation des entsprechenden Zeichens. Es gibt einige Beispiele, bei denen die Zeichen ŠU und GI redupliziert sind. Aufgrund der Position innerhalb der Texte und der späteren Keilschrifttradition könnte es sich bei diesen um administrative Funktionen, vielleicht Verben handeln. Die Verdopplung könnte auf Sumerisch als zugrunde liegende Sprache hinweisen. Doch ist zu bedenken, dass das Zeichen BA, welches im engen Zusammenhang mit GI steht in den archaischen Texten niemals redupliziert auftaucht, wie man erwarten würde. Die Mehrfachsetzung einiger Schriftzeichen kann daher nicht als Indiz für Sumerisch als Sprache der archaischen Texte dienen.

#### Die Zeichenfolge EN E2 TI
Aus der Zeichenfolge EN E2 TI in den Jemdet-Nasr-Texten glaubte Langdon den sumerischen Namen EN.LIL2.TI „Möge Enlil Leben geben“ herauslesen zu können. Diese Lesung stünde durchaus in Korrelation mit der sumerischen Namensgebung. Sie bezieht sich auf eine Gottheit und repräsentiert in sich einen grammatischen Satz. Doch erscheint diese Lesung im Lichte der Belege fragwürdig, wenn nicht unwahrscheinlich.
Das Zeichen TI ist in den archaischen Texten ca. 50 Mal attestiert. In keinem dieser Belege erscheint TI in Verbindung mit dem (vermuteten) Namen einer Gottheit und in Uruk in nur einem Fall zusammen mit der Zeichenkette EN E2. Die Zeichen EN E2 kommen ca. 30 mal vor, jedoch nur in neun Texten aus Jemdet Nasr zusammen mit TI und auch da in verschiedener Reihenfolge. Es kommt vor
```
  3 mal EN E2 TI (MSVO 1, 196; 4, 13 und 4, 36)
  3 mal E2 EN TI (MSVO 1, 212; 1, 213 und 4, 13)
  2 mal EN TI E2 (MSVO 1, 212; 1, 213)
  1 mal E2 TI EN (MSVO 1, 212)
```

Während EN E2 mehr als nur „Herr des Hauses“ bedeuten könnte, ist die Lesung EN LIL2 für den Gott Enlil aus folgendem Grund höchst unwahrscheinlich. Der Gottesname taucht in den lexikalischen Listen als Schreibung der Stadt Nippur auf, die gemäß späterer Überlieferungen eben genauso wie der in ihr residierende Gott geschrieben wurde (später: EN.LIL2.KI). Das zweite Zeichen im Namen der Stadt Nippur in den archaischen lexikalischen Listen ist jedoch KID und nicht E2.
Die Verwendung und Position der Zeichenfolge EN E2 innerhalb der Texte weist eher auf eine geographische Bezeichnung oder einen Titel hin. Das Piktogramm TI wird in den Jemdet-Nasr-Texten darüber hinaus oft im Zusammenhang mit zählbaren Objekten (Sklaven sind belegt) gebraucht. Kurz, die Deutung als sumerischer Name ist nicht durch die Belege gesichert. Eine Deutung muss zurzeit noch unterbleiben.

#### Das Zeichen GI
Eine mögliche sumerische Rebusschreibung könnte dem Zeichen GI (Schilfstängel) zugrunde liegen. Dieses taucht oft in Kontexten auf, die eine Interpretation als „Schilfstängel“ ausschließt und eher auf eine administrative Bedeutung hinweisen. Man könnte versucht sein darin die phonologische Schreibung des sumerischen Ausdrucks gi4 = „zurückgeben; Sendung“ u. Ä. zu sehen, das Gegenstück wäre dann nach sumerischer Tradition BA als „Ausgabe, Verteilung“. Doch wenn hinter GI und BA tatsächlich diese administrativen Termini stehen, wie muss man dann die Tatsache verstehen, dass beide GI und BA in den archaischen Texten in Summationen auftreten und oft auch in Bezeichnungen für Flächenmaße. Die Bedeutung von GI und BA in den archaischen Texten ist nicht ganz geklärt.

#### Das Sexagesimalsystem
Des Weiteren wurde der Überzeugung Ausdruck verliehen, dass das Sexagesimalsystem, wie es sich in den proto-keilschriftlichen Texten wiederfindet und sonst nur aus sumerischen Texten bekannt sei, darauf hindeutet, dass die Proto-Keilschrift von den Sumerern erfunden worden sein muss (so M. Powell, ZA 62 (1972), 172). Diese Theorie kann in zweifacher Hinsicht widerlegt werden. Zum einen dadurch, dass die sumerischen Zahlwörter, zumindest die über 60, auf das Sexagesimalsystem zurückzuführen sind und nicht andersherum. Vergleiche:
```
 120 = geš2.min („Sechzig.Zwei = zwei Sechziger“)
 180 = geš2.eš („Sechzig.Drei = drei Sechziger“)
 …
 600 = geš'u („Sechzig.Zehn = zehn Sechziger“)
```

Zum anderen benutzten die Sumerer ursprünglich wohl das Vigesimalsystem für die Zahlen bis 60 (vgl. M. Powell, op.cit.; I. M. Diakonoff, JAOS 103 (1983), 85ff.). Das Vigesimalsystem hat seinen Namen von den Grundeinheiten 10 und 20, aus denen sich die sumerischen Zahlwörter für die jeweils nächsthöhere Zehnereinheit zusammenzusetzen scheinen:
```
  10 = u („Zehn“)
  20 = niš („Zwanzig“)
  30 = ušu (< *niš + u „Zwanzig + Zehn“; unter Verlust des initialen 'n' und dem Vokalwandel i → u aufgrund von Vokalharmonie)
  40 = nimin (< *niš.min „Zwanzig.Zwei = zwei Zwanziger“; Assimilation des 'š' an 'm')
  50 = ninnu (< *niš.min.u „Zwanzig.Zwei.Zehn = zwei Zwanziger, ein Zehner“; Dissimilation(!?) von 'š' und 'm' jeweils zu 'n')
  60 = geš2 (< *niš.eš „Zwanzig.Drei = drei Zwanziger“; mit haplologischer Reduktion [d. i. ‚iš‘ + ‚eš‘ wird zu einem ‚eš‘ verkürzt.])
```

### Hinweise auf unbekannte Substratsprache
Alle Versuche, eine sumerische Lesung in den archaischen Texten zu finden, müssen als erfolglos angesehen werden. Es mehren sich jedoch die Hinweise auf fremdsprachliches Substrat innerhalb des archaischen Textkorpus. Man bedenke, dass von den ersten archaischen Texten bis hin zu den ersten klar sumerischen Schreibungen (Fara-Zeit) immerhin 600 Jahre liegen. Auch ist zu bedenken, dass sumerische Schreibungen plötzlich und dann in großer Zahl, ja ausschließlich in Erscheinung treten. Dieses Auftreten des Sumerischen in den Texten geht einher mit dem Auftauchen der plankonvexen Ziegel, so dass die Vermutung nahe liegt, dass die Sumerer in der Zeit zwischen Uruk III und Fara in das südmesopotamische Tiefland eingezogen sind und dabei die typische Ziegelform mitbrachten. Die sumerische Sprache lässt sich zwar nicht eindeutig an eine bekannte Sprache anschließen, doch gehen neueste Überlegungen von einer Verwandtschaft mit kaukasischen Sprachen aus. So wird es nicht unwahrscheinlich, dass die Sumerer nicht die autochthone Bevölkerung Mesopotamiens waren. Weitere viel diskutierte Hinweise darauf, dass die (Proto-)Keilschrift nicht von den Sumerern entwickelt wurde, sind die folgenden:

#### Inadäquatheit der Protokeilschrift zur Wiedergabe des Sumerischen
Zum einen ist die vermeintliche Inadäquatheit der Keilschrift zur Wiedergabe des Sumerischen zu nennen. Es gibt Hinweise (auch wenn sumerische Phonologie ein höchst umstrittenes Feld ist), dass am Wortanfang und -ende im Sumerischen Konsonantenkluster existiert haben könnten. Dem Keilschriftsyllabar und den Lesungen der Zeichen ist es jedoch nicht möglich, diese darzustellen. Man fragt sich, warum die Sumerer, wenn sie denn die Erfinder der (Proto-)Keilschrift waren, kein System benutzt haben, das ihrer Sprache angemessener war.

#### Personennamen und Ortsnamen
Ein weiteres starkes Argument gegen die Annahme, dass die Sumerer die Schrifterfinder waren, findet sich in den frühesten Personennamen und Toponymen. Sumerische Namen sind grammatikalisch Sätze und so sollte man davon ausgehen, dass, wenn sich irgendwo Hinweise auf Sumerisch in den Proto-Keilschrift-Texten finden, sie sich wohl in den Personenlisten befinden. Jedoch scheinen gerade diese Zeichenfolgen völlig inkompatibel mit sumerischer Syntax und Lexikalik. Auch die frühesten Ortsnamen können nicht sumerisch etymologisiert werden. Ein Beispiel ist der Name der Stadt Babylon, der in den frühen Texten als Babilia auftaucht, was sumerisch nicht gedeutet werden kann. Die spätere Interpretation als bab ilim „Tor des Gottes“ (westsem. bab el > Babel) ist Volksetymologie. Die sumerische Schreibung KA2.DINGIR.RA ist die sumerische Übersetzung der semitischen Interpretation „Tor des Gottes“.

#### Ungewöhnliche Lesungen
Ein Keilschriftzeichen besitzt normalerweise mehrere Lesungen. Während ein Großteil davon gut erklärbar ist, gibt es auf der anderen Seite alternative Lesungen, die Rätsel aufgeben. Das Zeichen BIER(-KRUG) wird sum. KAŠ gelesen. Es besitzt daneben auch die Lesung /bi/. Eine Ad-hoc-Erklärung wäre, dass /bi/ in der archaischen Sprache (B. Landsberger: proto-euphratisch) entweder „Bier“ bedeutete oder irgendetwas mit der Bierherstellung zu tun hatte. So könnte KAŠ zu seiner phonetischen Lesung /bi/ gekommen sein.
Weitere Rätsel gibt die Schreibung für sum. „Fuß“ auf. Dieser wird mit dem Zeichen giri3 geschrieben, dem Piktogramm eines Equiden und nicht mit dem Piktogramm für Fuß, nämlich du. Im Archaischen hätten besagte Equiden durchaus /giri/ od. /gri/ geheißen haben können, welches dann die Sumerer als Rebus für sum. Fuß (ebenfalls giri) benutzt haben könnten.
Zwei Beispiele führt Englund (OBO 160/1) auf, bei denen er mit relativ hoher Wahrscheinlichkeit davon ausgeht, dass man es hier wohl mit Vokabular aus dem Archaischen zu tun haben könnte. Beide Zeichen referieren nicht auf das, was sie darstellen. Die Argumentation ist jedoch mit Vorsicht zu genießen. Die Beispiele sind die Folgenden:
1. Das Zeichen AB: Das Zeichen könne kaum einen Hochtempel auf einer Terrasse darstellen, da es schon zur Uruk-IV-Zeit belegt ist, wird aber als sum. /eš/ „(Tempel-)Haushalt“ gelesen. Es stelle jedoch eher den Persischen Golf mit dem angrenzenden babylonischen Sumpfland dar und könne wohl eher mit sum. AB = „die See/Meer“ in Zusammenhang gebracht werden. Der Vorschlag Englunds ist nun der, archaisch /eš/ für „Meer“ anzusetzen. So wurde die archaische Lesung /eš/ „Meer“ als Rebus für sum. /eš/ „Haushalt“ benutzt.
Kritik: Dass das Zeichen AB den Persischen Golf mit dem babylonischen Sumpfland darstellen soll, erscheint problematisch. Wenn frühe Schriftzeichen Geographisches in Form von Piktogrammen darstellen, dann nicht aus einer abstrakten Draufsicht, sondern aus der Ich-Perspektive des Schreibers. Natürlich kann ein Piktogramm für z. B. „Fluss“ den Fluss „von oben“ (d. h. mit zwei parallel verlaufenden Ufern) wiedergeben, aber das entspricht ja der Perspektive eines Menschen, der einen Fluss, vor allem wenn er erhöht steht, überschauen kann. Aber den Persischen Golf samt anschließendem Sumpfland im Auge zu behalten ist schon schwieriger. Auch wenn AB nicht den Persischen Golf darstellt, tut das der Argumentation Englunds jedoch nur eingeschränkt Abbruch.
2. Das Zeichen GURUŠ: Es ist das Bildnis eines Schlittens, wird jedoch für sum. „Arbeiter“ gebraucht. Der Lösungsvorschlag Englunds sieht vor, dass archaisch /guruš/ = „Schlitten“ zu sum. /guruš/ bzw. /gruš/ = „Arbeiter“ uminterpretiert worden ist.
Kritik: Man sollte nicht außer Acht lassen, dass der Schlitten ein Arbeitsgerät war und typisch für den Arbeiter an sich hätte gewesen sein können (oder eine bestimmte Art von Arbeiter). Das Zeichen GURUŠ taucht oft im Zusammenhang mit SAL „Sklavin“ auf (wurden u. a. männliche Sklaven zum Ziehen schwerer Schlitten eingesetzt?). Man denke an die Heraldik der Handwerkszünfte in Europa, wo die typischen Werkzeuge bildlich für die gesamte Zunft von Handwerkern stehen. So könnte der Schlitten ebenfalls abstrakt für „den Arbeiter“ stehen.

### Fazit
Wenn man ein Fazit ziehen möchte, dann dieses: Es ist nicht nachweisbar, dass die Sprache der frühesten Schreiber das Sumerische gewesen ist. Es deutet einiges darauf hin, dass die Bevölkerung der späten Uruk-Zeit keine Sumerer waren und diese erst zu Beginn der Fara-Zeit nach Südmesopotamien eingewandert sind.

## Lexikalische Listen
Von den 5820 bekannten archaischen Texten sind 670 sog. lexikalische Listen. Als lexikalische Listen werden Texte bezeichnet, die Zeichen und Zeichengruppen nach semantischen Erwägungen anordnen. So führt ein Listentyp z. B. Vieh auf, geordnet nach Geschlecht, Alter, Farbe usw. Dies führte teilweise so weit, dass man der Vollständigkeit halber auch nicht sinnvolle Einträge mit auflistete. Daher finden sich auch Einträge die Kälber bzw. Jungvieh mit Qualitäten wie „alt“ versehen. Diese Listen wurden auch in späterer Zeit immer wieder sklavisch abgeschrieben und bildeten daher u. a. auch Lernmaterial für Schreiberschüler.

### Format der Listen
Vom Format her folgen die lexikalischen Listen einem strengen Format und sind daher sofort als solche zu erkennen. Die Tontafeln, auf denen sie geschrieben stehen, sind oft bedeutend größer, als die von den Verwaltungsdokumenten her bekannten Exemplare. Dies ließ sich aufgrund ihrer Dicke und Wölbung auch bei jenen Kopien von Listen nachweisen, die nur bruchstückhaft überliefert sind.
Die Tafeln sind in Kolumnen gegliedert, die von links nach rechts beschriftet wurden. Des Weiteren wurden die einzelnen Kolumnen noch einmal horizontal unterteilt, so dass sich ein rasterartiges Muster ergab. Jedes dieser Fächer wurde mit einem lexikalischen Eintrag beschrieben. Ein herausragendes Erkennungsmerkmal der lexikalischen Listen ist, dass jeder Eintrag mit dem Nummernzeichen N1 beginnt. Es dient etwa dem gleichen Zweck, wie die heutzutage verwendeten Aufzählungszeichen „•“, „‣“, „-“ usw. Darauf folgt dann der eigentliche Eintrag.

### Entzifferung
Die lexikalischen Listen waren ein Eckpfeiler bei der Entzifferung der Bedeutung der Proto-Keilschrift Zeichen. Da sie, wie bereits erwähnt auch noch in späterer Zeit auf sumerisch und/oder akkadisch abgeschrieben wurden, konnte, unter der Annahme, dass sich die Positionierung innerhalb der Liste nicht geändert habe, auf die Bedeutung der Proto-Keilschrift Zeichen geschlossen werden. In der Tat stellte sich heraus, dass die Listen auch dann noch Punkt für Punkt abgeschrieben wurden, als sie schon teilweise ihre pragmatische Relevanz verloren hatten. So sind uns aus Fara (ca. 2600–2500 v. Chr.; also zw. fDyn. II und. fDyn III) genaue Abschriften von spät urukzeitlicher Personenlisten bekannt, die Berufsbezeichnungen auflisten, die in den zeitgleichen Verwaltungsurkunden aus Fara nicht nachgewiesen werden können. Jedoch sind diese in der Uruk-III-Zeit, aus der diese Listen stammen, gut belegt.

## Die numerischen Systeme der Proto-Keilschrift-Texte
Numerische Folgen wurden mit Hilfe von zwei runden Schreibgriffeln in Ton gedrückt. Der Schreiber hatte einen dünnen und einen dickeren Griffel zur Verfügung. Es wurde der Griffel entweder schräg in den Ton gedrückt, so dass ein hufförmiger Abdruck entstand („Huf“; Bezeichnungen stammen vom Autor und dienen nur der besseren Vorstellung. Sie sind angelehnt an die Bezeichnung der Abdrücke späterer Schriftepochen, deren Aussehen mit Keilen verglichen wurde, daher Keilschrift.) oder der Griffel wurde orthogonal zur Tafel gehalten, sodass ein runder Abdruck entstand („Kreis“). Graphisch gesehen hatte man also demzufolge vier Zeichenatome (kleiner Kreis, kleine Hufe, großer Kreis und große Hufe). In der Zeichenliste (z. B. ATU 2) haben sie die Werte N1 (Numbersign 1), N14, N34 und N45. Wenn in einem früheren Abschnitt von 60 numerischen Zeichen die Rede war, so sind mit dem Rest komplexere Zeichen gemeint, die aus diesen vier Grundzeichen zusammengesetzt wurden.
Es gibt jedoch noch Variationen der vier Grundzeichen. So konnten die hufförmigen Abdrücke an einer horizontalen Achse oder einer vertikalen Achse ausgerichtet werden. Letztere Variante bezeichnete oft Bruchteile des Grundzeichens (d. i. 1). Oder, die Grundzeichen wurden ein- oder mehrfach durchgestrichen oder punktiert. Dadurch unterschied man u. a. auch graphisch die verschiedenen Zahlsysteme.

### Die Sexagesimalsysteme S und S'

#### Allgemeines
Das Sexagesimalsystem (S) war eines der wichtigsten Zählsysteme in Mesopotamien. Mit dessen Hilfe wurden vor allem diskrete Objekte, wie Menschen, Schafe, Krüge, Textilien, Hölzer, getrocknete(!) Fische und dergl. mehr gezählt. Es ist von Sexagesimalsystemen die Rede, weil neben dem ordinären System noch eine Variante existiert, bei der die Zeichen mit einem horizontalen Strich durchgestrichen sind. Dieses System – mit S' bezeichnet – wurde benutzt, um spezielle Objekte zu zählen, wie etwa tote Tiere einer Herde, aber auch bestimmte (verdorbene?) Flüssigkeiten zu zählen.

#### Aufbau
Beim Sexagesimalsystem sind die nächsthöheren Einheiten abwechselnd Vielfache von 6 und 10, oder besser, von 10 und 6. Das Zeichen für 1 ist ein schräger, horizontaler (rechtsgerichtet) Eindruck mit dem kleinen Schreibgriffel (= kleine Hufe). Die nächsthöhere Einheit war das Zehnfache davon, also 10, dargestellt durch einen orthogonalen, d. h. kreisförmigen Abdruck mit Hilfe des kleinen Griffels (= kleiner Kreis). Die wiederum nächsthöhere Einheit war um ein sechsfaches höher, also 60. Dargestellt wurde sie durch einen schrägen, horizontal ausgerichteten Abdruck des großen Schreibgriffels (= große Hufe). Weiter ging es mit dem zehnfachen davon, also 600. Die Zehn, ein kleiner Kreis, wurde in die 60 (große Hufe) geschrieben. Danach kam wieder das Sechsfache von 600, d. i. 3.600, dargestellt durch den orthogonalen Abdruck des großen Griffels (großer Kreis). Die letzte und höchste Einheit bildete nun wieder das Zehnfache davon, also 36.000. Wiederum wurde die 10 (kleiner Kreis, N14) in das Zeichen für 3.600 (großer Kreis, N45) inkorporiert, um damit das Zehnfache auszudrücken. Wir erhalten daher die Folge:
```
  1 → 10 (
10
 · 1) → 60 (
6
 · 10) → 600 (
10
 · 60) → 3.600 (
6
 · 600) → 36.000 (
10
 · 3.600)
```

Die sexagesimale Sequenz (10 - 6 - 10 - 6 usw.) wird jedoch bei den Bruchzahlen in diesem System gebrochen. Das Zeichen für ½ ist ein kleiner vertikal ausgerichteter Huf (N8). Die Einheit ½ dürfte es jedoch in einem streng sexagesimalen System nicht geben (siehe Bisexagesimalsystem).
```
  ½ → 1 (
2
 · ½) → 10 (
10
 · 1) → 60 (
6
 · 10) …
```

Doch da die 2 nur einmal in der Sequenz vorkommt und sonst die Sequenz der ganzen Zahlen nicht stört, läuft diese Nummernreihe unter dieser Bezeichnung. Es gibt darüber hinaus aber auch Anzeichen, dass das Zeichen N8 in einigen Fällen eventuell ein Zehntel dargestellt hat. Das ist nicht geklärt. Als Randnotiz sei vermerkt, dass sich Spuren des mesopotamischen Sexagesimalsystems noch heute in der standardisierten Zeiteinteilung (eine Minute = 60 Sekunden) wiederfinden.

### Die Bisexagesimalsysteme B und B*

#### Allgemeines
Das Bisexagesimalsystem (B) wurde benutzt, um diskrete Produkte wie Getreideerzeugnisse (nicht das Getreide selbst; siehe ŠE Hohlmaß), Käse, frischen(!) Fisch und andere Nahrungsmittel zahlenmäßig zu erfassen. Es scheint sich hierbei um ein älteres oder um eine von einem älteren Zählsystem beeinflusstes System zu handeln, mit dem die wichtigsten Grundnahrungsmittel gezählt wurden. Seinen Namen hat das Bisexagesimalsystem von der 2 → 10 → 6 Sequenz, um die nächsthöhere Einheit zu erhalten (10 → 6 = Sexagesimal; 2 → 10 → 6 = Bisexagesimal). Die Variante B* ist dadurch gekennzeichnet, dass die Nummernzeichen vierfach horizontal oder vertikal durchgestrichen sind.

#### Aufbau
Von 1 bis 60 sind die Zahlzeichen die gleichen wie beim Sexagesimalsystem, doch die nächsthöhere Einheit ist dann das Zweifache von 60, nämlich 120. Das Zeichen dafür besteht aus zwei großen Hufen, wobei beide vertikal ausgerichtet sind, jedoch so, dass der obere nach unten „schaut“ und der untere nach oben (N51). Man könnte dieses Zeichen auch als Verdopplungszeichen innerhalb des Bisexagesimalsystems bezeichnen (siehe vor allem das Zahlzeichen für 7200, N56). Die nächsthöhere Einheit ist dann wieder das Zehnfache der letzten, also 1200. In das Zeichen für 120 hinein wird wieder ein kleiner Kreis (d. i. 10, N14) gedrückt, der diese Verzehnfachung anzeigt. Die höchste Einheit im Bisexagesimalsystem ist 7200, das Sechsfache von 1200. Die Basis des Zeichens bildet der orthogonale Abdruck des großen Schreibgriffels (großer Kreis), in das das Zeichen für 120 eingedrückt zu sein scheint. Betrachtet man aber 120 bzw. das Zeichen dafür als „Doppel-60“ und abstrahiert weiter als einfache Verdopplung, dann lässt sich das Zahlzeichen als Doppel-3600 (= 7200) interpretieren. Dies ist jedoch nur eine Vermutung. Die bisexagesimale Sequenz hat also folgende Form:
```
  ½ → 1 (
2
 · ½) → 10 (
10
 · 1) → 60 (
6
 · 10) → 120 (
2
 · 60) → 1.200 (
10
 · 120) → 7.200 (
6
 · 1.200)
```

### Das ŠE-Kornhohlmaß-System

#### Allgemeines
Das ŠE-Kornhohlmaß-System wurde benutzt, um Getreide abzumessen. Dazu wurden höchstwahrscheinlich standardisierte Gefäße benutzt, die eine Einheit diese Trockenmaß-Systems bildeten. So ist bekannt, dass das Piktogramm GAR (später sum. NINDA) eine standardisierte Schüssel von ca. 0,8 Liter Inhalt darstellt. Das ist genau 1/30 der Grundeinheit dieses Messsystems. Wenn es sich, wie allgemein angenommen, bei 0,8 Litern um die Tagesration Getreide handelt, dann stellt die Grundeinheit den Getreideverbrauch in 30 Tagen, d. h. in einem administrativen Monat, dar.
Es existieren mehrere graphische Varianten der Zeichen dieses Systems. Mal mit einem schrägen Strich versehen, mal mit zwei Strichen und ein anderes Mal mit vielen kleinen Strichen bzw. Punkten, die an Schrot erinnern. Tatsächlich wurde wahrscheinlich für jede Getreideart ein leicht abgewandeltes System benutzt. So kennen wir ein System Š' für gekeimte Gerste (Malz), ein System Š" für Emmer und ein System S* für geschrotete Gerste.

## Zusammenfassung und Schlussfolgerungen
Die Entwicklung der Proto-Keilschrift lässt sich in acht Phasen gliedern:
1. Phase (Tokens)
Zeitperiode: ca. 3400 v. Chr.
Einfache Tonformen wurden benutzt, um diskrete Objekte wie Gerste, Vieh und Menschen zu zählen und zu verwalten. Eine Ansammlung von Tokens repräsentierte dabei vermutlich eine Transaktion. Diese wurden wahrscheinlich in verschiedenen Lederbeuteln aufbewahrt.
2. Phase (Tonbullen)
Zeitperiode: ca. 3400–3300 v. Chr.
Tokens wurden in Tonbullen eingeschlossen und auf ihrer Außenseite mit Eindrücken über die Anzahl und Form der in den Bullen befindlichen Tokens versehen. Diese waren gesiegelt. Es gibt nur ungenügende Informationen über das verwendete Zählsystem.
3. Phase (Numerische Tafeln I)
Zeitperiode: ca. 3300–3250 v. Chr.
Der nächste logische Schritt war, die Tokens im Inneren der Tonbullen wegzulassen und die Anzahl und Art der Güter allein in die Oberfläche zu drücken und dann zu siegeln. Dies geschah noch mit dem runden Schreibgriffel. Diese Eindrücke repräsentieren daher numerische Notationen.
4. Phase (numerische Tafeln II)
Zeitperiode: ca. 3250–3200 v. Chr.
Die Tafeln erhielten eine flache, rechteckige Form und wurden gesiegelt. Ein strikt durchkomponiertes numerisches System ist erkennbar. Das Ende dieser Periode sah den letzten direkten Kontakt zwischen Süd- und Nordbabylonien (Syrien etc.) in archaischer Zeit.
5. Phase (numero-ideographische Tafeln)
Zeitperiode: ca. 3200 v. Chr.
Die numerischen Angaben wurden in dieser Zeit durch ein oder zwei Ideogramme ergänzt und gesiegelt. Die Ideogramme stellten den konkreten Gegenstand der jeweiligen Transaktion dar. Diese Phase sah den letzten direkten Kontakt zwischen Persien und Südbabylonien in archaischer Zeit.
6. Phase (frühe Proto-Keilschrift [Uruk IVa])
Zeitraum: ca. 3200–3100 v. Chr.
Auf rechteckigen, flachen  und ungesiegelten Tontafeln wurden mit Hilfe des Schreibgriffels numerische Notationen vorgenommen. Mit Hilfe eines breiten Spektrums an Piktogrammen (ca. 900 Zeichen) wurden die Gegenstände der Transaktion, sowie beteiligte Personen bzw. Körperschaften angegeben. Die ersten lexikalischen Listen, die die Zeichen nach semantischen Kategorien ordneten wurden kompiliert und Schulen zum Erlernen der Schrift eingerichtet.
7. Phase (Hochzeit der Proto-Keilschrift [Uruk III])
Zeitraum: ca. 3100–3000 v. Chr.
Diese Phase ist durch eine Abstraktion und Verfeinerung der Proto-Keilschriftzeichen gekennzeichnet. Die Zahl der lexikalischen Listen nahm erheblich zu. Mehrdeutigkeit der einzelnen Zeichen (etwa zur phonetischen Wiedergabe von Silben bzw. Wörtern) ist möglich, kann aber nicht nachgewiesen werden. Zur gleichen Zeit entwickelte sich in Persien (Elam und Susiana) eine eigenständige und unabhängige Schrift, das Proto-Elamische.
8. Phase (späte Proto-Keilschrift [frühdynastisch I])
Zeitperiode: ca. 2800–2700 v. Chr.
In diese Zeit fallen die ersten nachweislich phonetischen Schreibungen (meist in sumerischen Namen). Ein etwas vereinfachtes numerisches Zählsystem wurde benutzt. Die lexikalischen Listen wurden abgeschrieben und verbreitet, es kamen jedoch keine neuen hinzu. Die Tafeln dieser Zeit sind im Allgemeinen ungeschickt bzw. unbeholfen hergestellt.